# Архиепархия Калькутты
Архиепархия Калькутты (лат. Archidioecesis Calcuttensis) — архиепархия Римско-католической церкви c центром в городе Калькутта, Индия. В митрополию Калькутты входят епархии Асансола, Багдогры, Баруйпура, Дарджилинга, Джалпайгури, Кришнагара, Райганджа. Кафедральным собором архиепархии Калькутты является собор Пресвятой Девы Марии Розария.

## История
18 апреля 1834 года Римский папа Григорий XVI издал бреве Latissimi Terrarum, которым учредил апостольский викариат Калькутты, выделив его из епархии Сан-Томе Мелиапора (сегодня — Архиепархия Мадраса и Мелапора).
17 февраля 1845 года апостольский викариат Калькутты был разделён на две части: восточная часть отошла к апостольскому викариату Бенгалии с центром в городе Читтагонг.
15 февраля 1850 года апостольский викариат Калькутты передал часть своей территории новому апостольскому викариату Восточной Бенгалии (сегодня — Архиепархия Дакки) и был переименован в апостольский викариат Западной Бенгалии.
В 1855 году апостольский викариат Западной Бенгалии уступил часть своей территории миссии Sui iuris Центральной Бенгалии (сегодня — Епархия Кришнагара).
1 сентября 1886 года Римский папа Лев XIII выпустил буллу Humanae salutis, которой возвёл апостольский викариат Западной Бенгалии в ранг архиепархии с именем города Калькутты.
В следующие годы архиепархия Калькутты передала часть своей территории в пользу возведения новых церковных структур:
- 25 мая 1927 года — епархии Ранчи (сегодня — Архиепархия Ранчи);
- 15 февраля 1929 года — миссии sui iuris Сиккима (сегодня — Епархия Дарджилинга);
- 14 июня 1951 года — епархии Самбалпура;
- 17 января 1952 года — апостольской префектуре Малды (сегодня — Епархия Думки);
- 2 июля 1962 года — епархии Джамшедпура;
- 8 июня 1968 года — апостольской префектуре Баласора (сегодня — Епархия Баласора);
- 30 мая 1977 года — епархии Баруйпура;
- 24 октября 1997 года — епархии Асансола.

## Ординарии архиепархии
- епископ Robert Saint-Léger (18.04.1834 — 1838);
- епископ Жан-Луи Табер (1838 — 31.07.1840)
- епископ Patrick Joseph Carew (16.11.1840 — 2.11.1855);
- епископ Thomas Oliffe (2.11.1855 — 1858);
  - Sede vacante
- епископ Augustus van Heule (9.09.1864 — 9.06.1865);
- епископ Вальтер Стейнс-Биссхоп (11.01.1867 — 1877);
- архиепископ Paul François Marie Goethals (3.12.1877 — 4.07.1901);
- архиепископ Brizio Meuleman (21.03.1902 — 23.06.1924);
- архиепископ Ferdinand Périer (23.06.1924 — 12.08.1960);
- архиепископ Vivian Anthony Dyer (12.08.1960 — 8.02.1962);
- архиепископ Albert Vincent D’Souza (8.08.1962 — 29.05.1969);
- кардинал Лоуренс Тревор Пикачи (29.05.1969 — 5.04.1986) — кардинал с 1976 года;
- архиепископ Henry Sebastian D’Souza (5.04.1986 — 2.04.2002);
- архиепископ Lucas Sirkar (2.04.2002 — 23.02.2012);
- архиепископ Thomas D’Souza (23.02.2012 — по настоящее время).

## Источник
- Annuario Pontificio, Libreria Editrice Vaticana, Città del Vaticano, 2003, ISBN 88-209-7422-3
- Бреве. Latissimi Terrarum / Bullarium pontificium Sacrae congregationis de propaganda fide, V (лат.). — Romae, 1841. — С. 105.
- Булла Humanae salutis Архивная копия от 4 апреля 2015 на Wayback Machine  (итал.)